# Straß im Straßertale
Straß im Straßertale je městys v Rakousku ve spolkové zemi Dolní Rakousy v okrese Kremže.

## Geografie

### Geografická poloha
Straß im Straßertale se nachází ve spolkové zemi Dolní Rakousy v regionu Waldviertel. Leží 10 km severovýchodně od okresního města Kremže. Prochází zde silnice B35, která vede z Kremže přes Maissau a Eggenburg také na hranice s Českou republikou. Rozloha území městyse činí 22,48 km², z nichž 45,4% je zalesněných.

### Městské části
Území městyse Straß im Straßertale se skládá z pěti částí (v závorce uveden počet obyvatel k 1. 1. 2015):
- Diendorf am Walde (21)
- Elsarn im Straßertal (191)
- Obernholz (58)
- Straß im Straßertale (1276)
- Wiedendorf (87)

### Sousední obce
- na severu: Schönberg am Kamp
- na východu: Hohenwarth-Mühlbach am Manhartsberg, Fels am Wagram
- na jihu: Grafenegg
- na západu: Hadersdorf-Kammern, Langenlois

## Kultura a památky

### Muzea
- Muzeum „Německý dvůr Elsarn“
- Vinařské a bednářské muzeum Straß im Straßertale
- Hasičské muzeum Straß im Straßertale
- Výstava fosílií

### Stavby
- Farní kostel Nanebevzetí Panny Marie ve Straß im Straßertale
- Kostel sv. Markéty v Elsarnu im Straßertal

## Politika

### Obecní zastupitelstvo
Obecní zastupitelstvo se skládá z 19 členů. Od komunálních voleb v roce 2015 zastávají následující strany tyto mandáty:
- 12 ÖVP
- 5 SPÖ
- 2 FPÖ

### Starosta
- 1945–1950 Leopold Hameseder
- 1950–1962 Josef Schuh
- 1962–1970 Eduard Huber
- 1970–1983 Peter Dolle
- 1983–1992 Hermann Schuh
- od roku 1992 Walter Harauer (ÖVP)

## Galerie

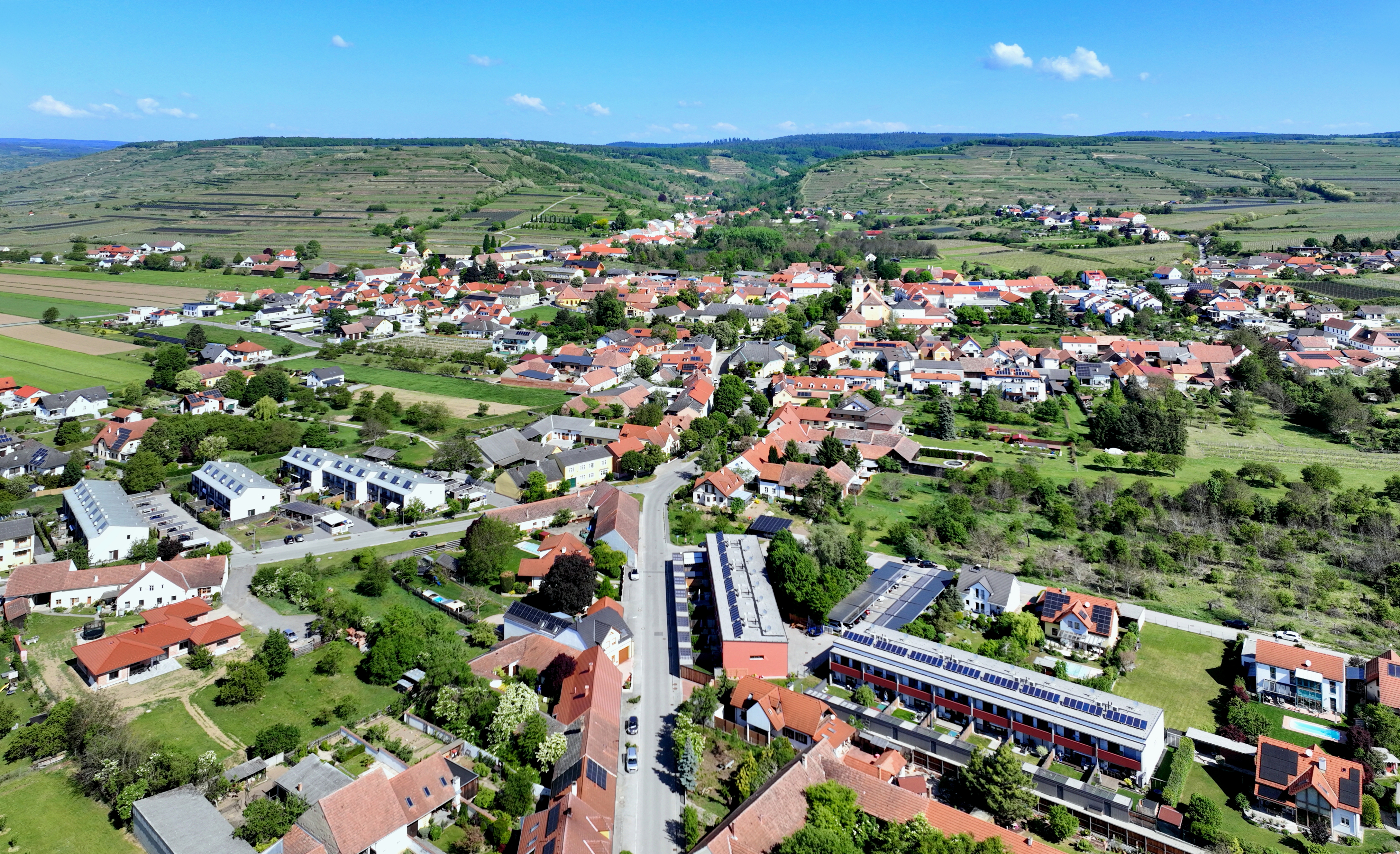
Letecký pohled
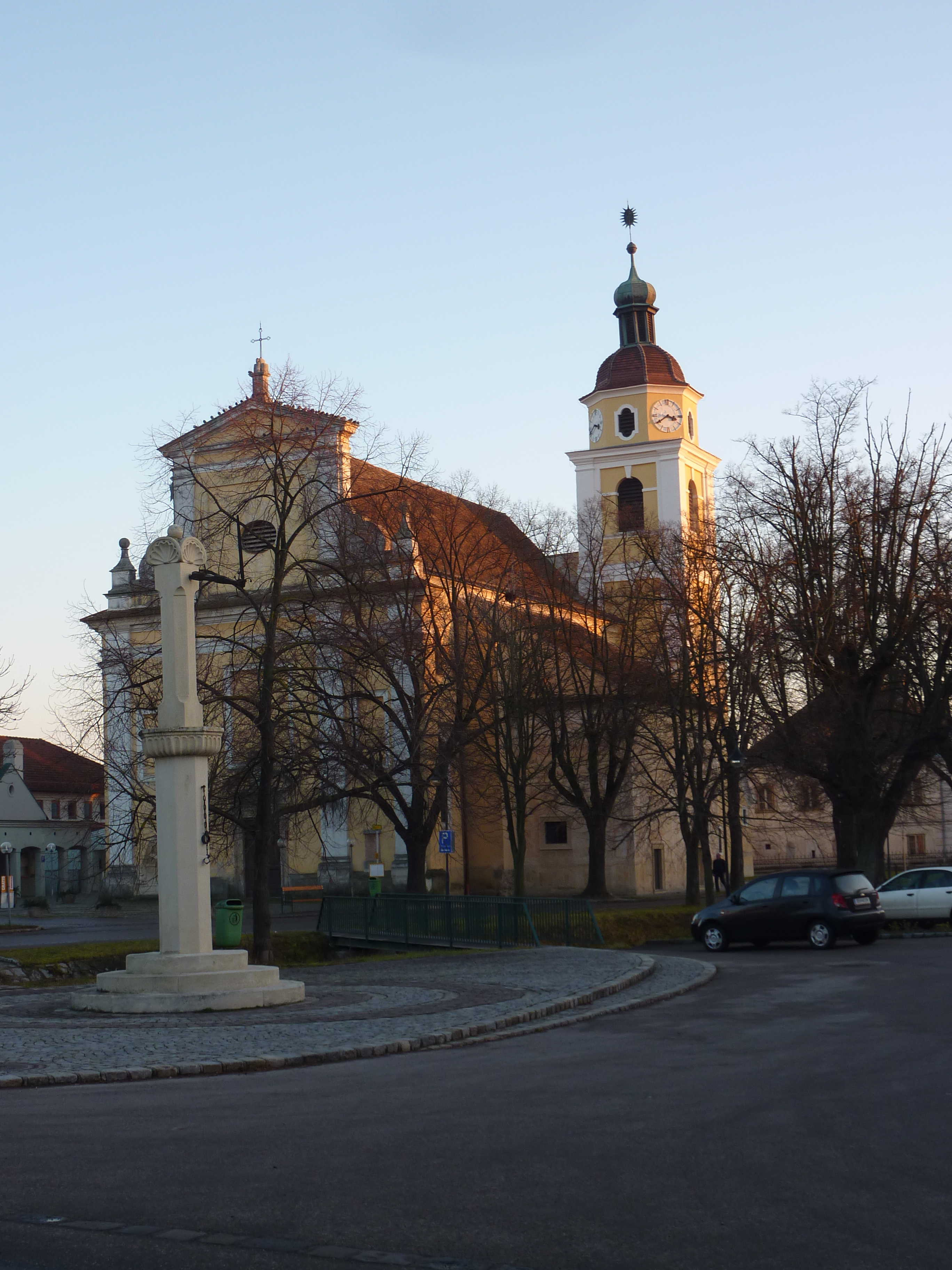
Farní kostel Nanebevzetí Panny Marie ve Straß im Straßertale
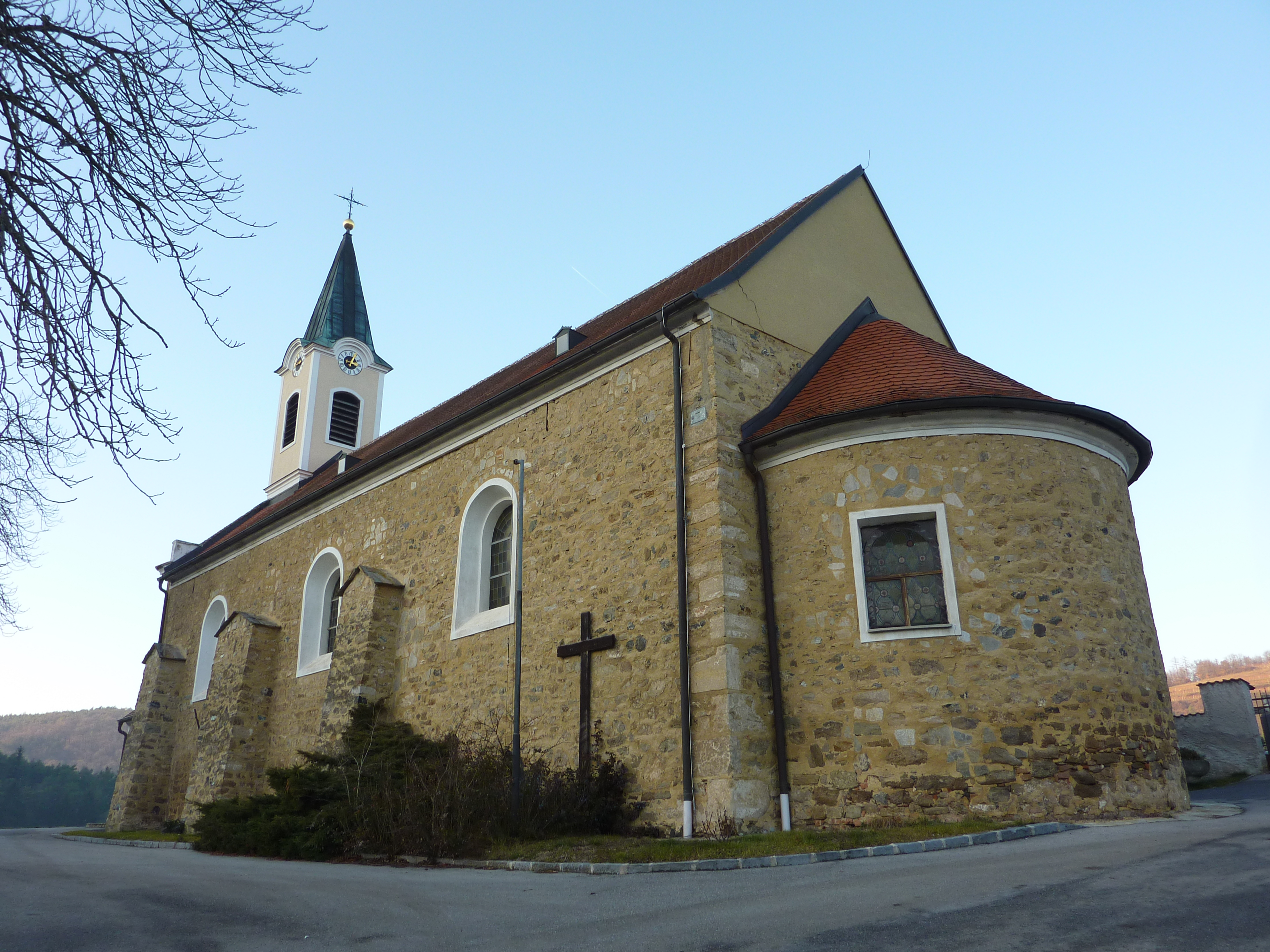
Kostel sv. Markéty v Elsarnu im Straßertal
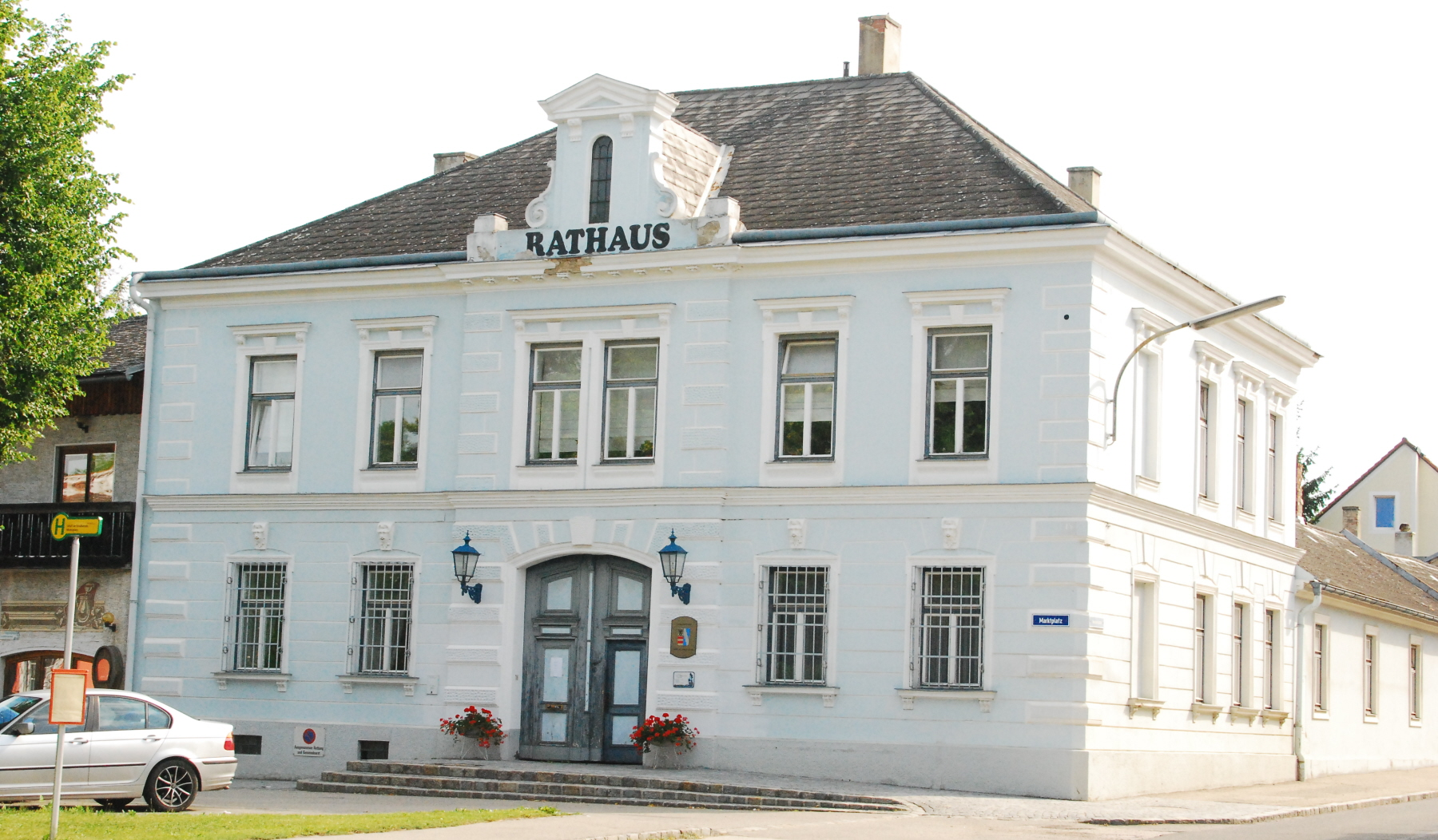
Radnice
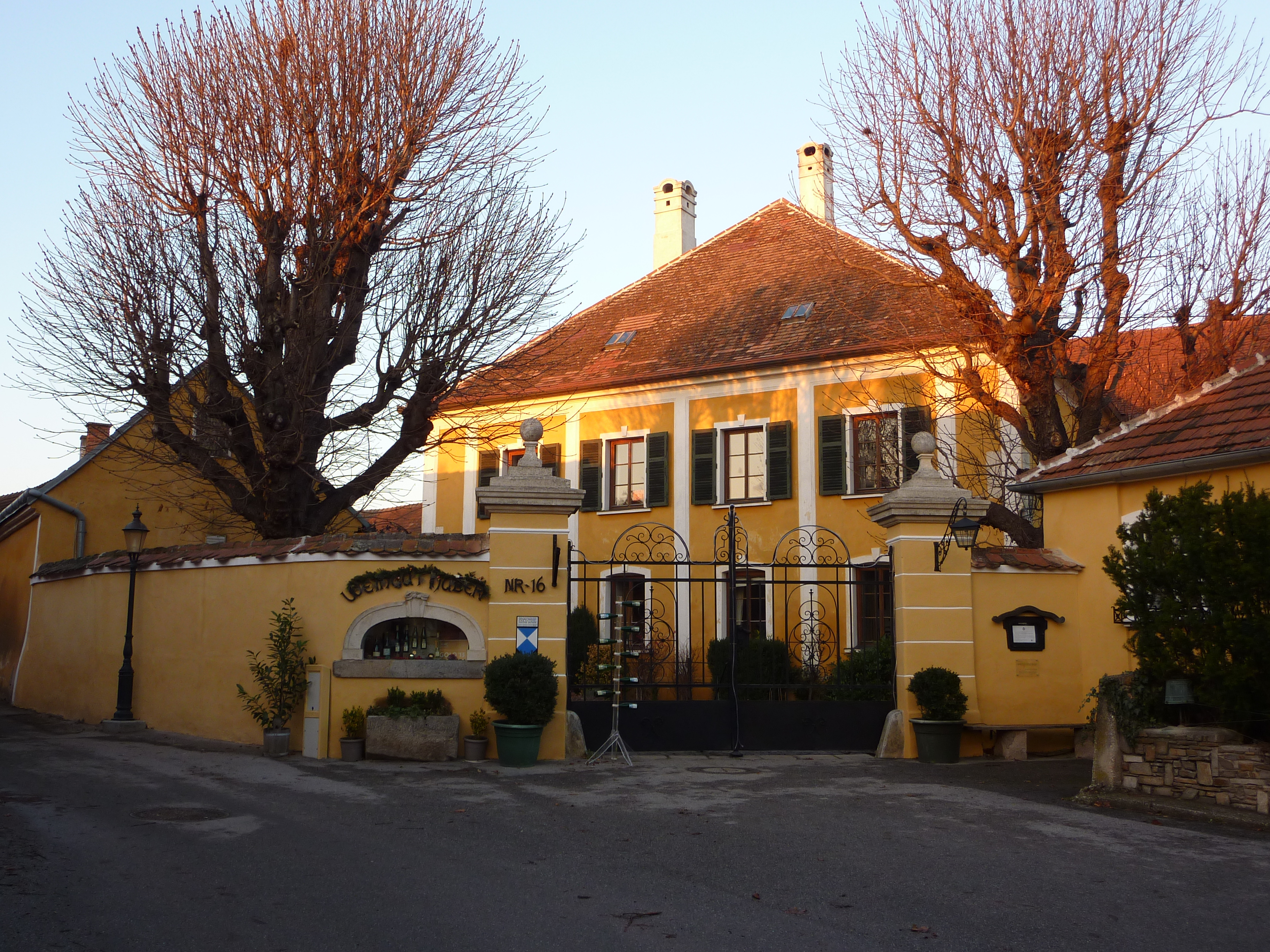
Mlýn